# Aitrach (Iller)

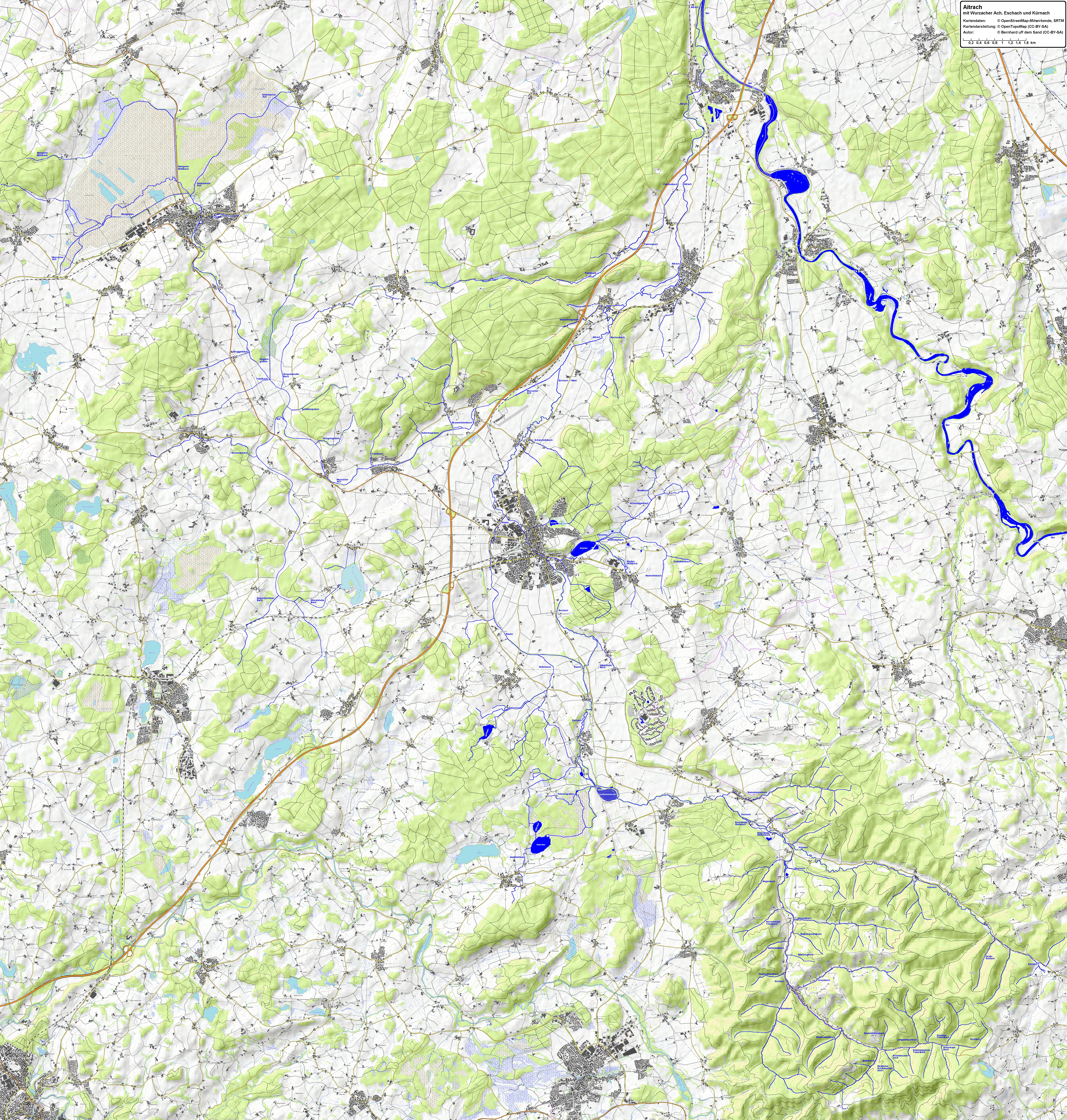
Aitrach mit Wurzacher Ach, Eschach und Kürnach

Die Aitrach ist der wasserreichste linke Zufluss der Iller im baden-württembergischen Landkreis Ravensburg gegen Ende von deren Mittellauf. Sie mündet nach einem ungefähr nördlichem Lauf von etwa 15 km Länge im Gemeindegebiet von Aitrach. Zusammen mit ihrem längeren Oberlauf kommt sie auf eine Gesamtlänge von etwa 50 km.

## Name
Der Fluss tritt erstmals im Jahr 838 als Eitraha schriftlich in Erscheinung. Das Bestimmungswort könnte mit dem altgriechischen Wort οίδος für 'Geschwülst' urverwandt sein und damit 'die Anschwellende' bedeuten.

## Geographie

### Verlauf
Die Aitrach entsteht aus dem Zusammenfluss der längeren und von rechts und Südsüdosten zulaufenden Eschach mit der wasserreicheren und von links und Westen kommenden Wurzacher Ach auf 625,1 m ü. NHN beim Weiler Lauben des Stadtteils Wuchzenhofen von Leutkirch im Allgäu. Von dort fließt sie in anfangs eher nordöstlicher, später nördlicher Richtung im Westallgäu durch den Nibelgau. Schon bald wechselt sie in das Gemeindegebiet von Aichstetten und passiert dort das Dorf Altmannshofen am linken und dann den Hauptort der Gemeinde am rechten Ufer. Weiter abwärts trennt sie das namengebende Dorf der Gemeinde Aitrach rechts vom Gemeindeteil Marstetten links und mündet weiter abwärts auf halbem Weg nach dem nächsten Dorf Mooshausen der Gemeinde von links und auf etwa 584 m ü. NHN in die Iller. 
Die Aitrach ist von ihrem eigenen Ursprung an gerechnet nur 14,9 km lang und bleibt auf ganzer Länge im Landkreis Ravensburg. Ihr längerer Oberlauf Eschach entspringt jedoch im östlich benachbarten bayerischen Landkreis Oberallgäu. Sie mündet etwa 41 Höhenmeter unter ihrem Zusammenfluss und hat auf dieser Strecke ein Gefälle von etwa 2,8 ‰.

### Zuflüsse
Liste der Zuflüsse vom Zusammenfluss zur Mündung. Gewässerlänge, und Einzugsgebiet nach den entsprechenden Layern auf der Onlinekarte der LUBW. Andere Quellen für die Angaben sind vermerkt.
- Wurzacher Ach, linker Oberlauf, 24,7 km und 175,4 km²[LUBW 5]
- Eschach, rechter Oberlauf, 34,9 km und 132,0 km²[LUBW 5]
- Reichenbach, von rechts kurz vor Aichstetten-Altmannshofen, 4,7 km und 4,6 km²
- Waizenhofgraben, von links in Altmannshofen, 1,8 km
- Kummerbach, von rechts in Aichstetten, 4,7 km und 7,2 km²
- Koppenmoosgraben, von rechts nach Aichstetten, 2,9 km
- Falchenbach, von links kurz vor Aitrach-Oberhausen, 9,8 km und 14,0 km²
- Gemeindewaldbach, von links kurz vor der Mündung, 0,9 km

### Ortschaften
- Leutkirch im Allgäu
- Aichstetten
- Aitrach

### LUBW
Amtliche Online-Gewässerkarte mit passendem Ausschnitt und den hier benutzten Layern: Aitrach-Lauf

Allgemeiner Einstieg ohne Voreinstellungen und Layer: Daten- und Kartendienst der Landesanstalt für Umwelt Baden-Württemberg (LUBW) (Hinweise)
1. 1 2  Höhe nach blauer Beschriftung auf dem Hintergrundlayer Topographische Karte.
2. 1 2 3 4  Länge nach dem Layer Gewässernetz (AWGN).
3. ↑  Einzugsgebiet nach dem Layer Aggregierte Gebiete 04.
4. ↑  Einzugsgebiet nach dem Layer Basiseinzugsgebiet (AWGN).
5. 1 2  Einzugsgebiet nach dem Layer Aggregierte Gebiete 05.

### Andere Belege
1. ↑  Hansjörg Dongus: Geographische Landesaufnahme: Die naturräumlichen Einheiten auf Blatt 187/193 Lindau/Oberstdorf. Bundesanstalt für Landeskunde, Bad Godesberg 1991. → Online-Karte (PDF; 6,1 MB)
2. ↑  Deutsches Gewässerkundliches Jahrbuch Donaugebiet 2006 Bayerisches Landesamt für Umwelt, S. 107, abgerufen am 4. Oktober 2017, Auf: bestellen.bayern.de (PDF, deutsch, 24,2 MB).
3. ↑  Pegelwert Lauben vermehrt um den Gebietsabfluss des Resteinzugsgebietes (49,41 km²), ermittelt für das Zwischeneinzugsgebiet der Pegel Kempten (Iller), Stielings (Leubas), Lauben (Aitrach), Heimertingen (Memminger Ach) und Wiblingen (Iller + Illerkanal)
4. ↑  vgl. Otto Springer: Die Flussnamen Württembergs und Badens. Kohlhammer, Stuttgart 1930, S. 74.